# Park Narodowy Garig Gunak Barlu
Park Narodowy Garig Gunak Barlu (Garig Gunak Barlu National Park) – park narodowy utworzony w roku 2000, położony 570 km od Darwin, na obszarze Terytorium Północnego w Australii. Park swoją powierzchnią obejmuje cały półwysep Cobourg i rafę koralową na morzu Arafura.